# Tewfik Farès
 (juin 2017).
Si vous disposez d'ouvrages ou d'articles de référence ou si vous connaissez des sites web de qualité traitant du thème abordé ici, merci de compléter l'article en donnant les références utiles à sa vérifiabilité et en les liant à la section « Notes et références ».
Tewfik Farès (né en 1937 à Bordj Bou Arreridj, en Algérie) est un scénariste, producteur et réalisateur de cinéma franco/algérien.

## Biographie
Tewfik Farès est né en Algérie. Originaire de la commune d'Amalou (Béjaia), il grandit à Alger où il fait ses études secondaires qu’il termine en France, au lycée Carnot à Paris et au lycée Hoche à Versailles. Très tôt, alors qu’il est encore au lycée Ben Aknoun à Alger, c’est le cinéma qui le passionne et dont il veut faire son métier. Il fréquente le ciné-club du lycée jusqu’à l’année du bac et la grève des étudiants décrétée par le FLN. Il entre alors à la RTF (1955) qui recrute des jeunes pour une formation de cameraman sur le tas. Il participe au tournage de plusieurs films produits en prévision du lancement de la future télévision en Algérie. Mais il quitte très vite la RTF et Alger pour Paris avec l’intention de faire du cinéma. Il a 19 ans. 
Il passe son bac, est admis en classe préparatoire à l’IDHEC (Institut des hautes études cinématographiques) au lycée Voltaire. Mais il quitte très vite le lycée pour des études de Lettres et d’Histoire à la Sorbonne. Passionné de littérature, il a commencé à écrire dès l’âge de 15 ans.
En 1962 paraît Le dernier chant, publié par Maurice Nadeau dans sa fameuse collection Les lettres nouvelles chez Julliard. Il a 25 ans.
En 1963, à Paris, il participe à la création des Actualités cinématographiques algériennes dont il a la charge de l’édition des journaux et de la rédaction des commentaires. Il collabore ainsi à tous les premiers documentaires produits par l’Algérie et à des productions françaises. C’est à cette époque qu’il est sollicité par Lakhdar-Hamina pour écrire le scénario du Vent des Aurès. Le film sera distingué à Cannes par le Prix de la Première œuvre en 1967 et à Moscou par le Prix du meilleur scénario la même année.
En 1965, il quitte les Actualités cinématographiques. Il écrit et réalise son premier film de fiction, Jusqu’au soir où la ligne des jours… avec Jean Négroni dans le rôle-titre. Ce court métrage de 26 minutes obtient la mention de qualité du Centre national du cinéma en 1966.
Il collabore à de nombreuses productions algériennes ou françaises pour le scénario ou les textes : documentaires ou fictions de télévision.
En 1969, il écrit et réalise son premier long métrage, Les Hors-la-loi, une histoire de bandits d’honneur en Kabylie qui remporte un large succès populaire.
Il signe le texte et la mise en scène d’un spectacle son et lumière dans les ruines romaines de Timgad, Timgad, La braise sous la cendre (1969), et réalise deux téléfilms pour la télévision en Algérie, Le Retour et Génération de la guerre.
En 1971, il collabore à nouveau avec Lakhdar-Hamina pour le scénario original, l’adaptation et les dialogues de Chronique des années de braises. Le film est couronné par la Palme d’Or à Cannes en 1975.
Un an après, il s’intéresse à la télévision et crée l’émission Mosaïque, émission de 90 minutes diffusée tous les dimanches sur FR3 à partir du 2 janvier 1977 qu’il produit et réalise jusqu’en 1987, ce qui l’éloignera du cinéma. Il produira ainsi près de 1000 heures de programmes, expression de l’immigration en France.
Il publie un recueil de poèmes, Empreintes de silence (Éditions de l’Harmattan 1987- réédition en 1997).
Il collabore à des émissions comme Animalia (A2).
Il produit et réalise la série des Nuits du ramadan (A2), et de nombreux documentaires : L’abbé Pierre ou la colère de l'amour (65 min - TF1), Jean-Paul II (Portrait du pape - 90 min - TF1), Les années Reagan (52 min - TF1), Les lumières de la zone (52 min - Arte), ou des séquences du Magazine européen Alice (FR3) sur des plasticiens français.
En 1998, il crée la série documentaire Opération Télécité qui permet aux jeunes gens et jeunes filles des quartiers de s’exprimer à la télévision, sur France 3 Paris et France 3 Lille. La série se termine à la fin de l’année 2003, après presque cinq années au cours desquelles 210 documentaires de 26 minutes auront été réalisés en collaboration avec plus d’une trentaine d’équipes de jeunes de 15 à 22 ans créées et formées dans la région parisienne, le Centre, le Nord Pas-de-Calais et la Normandie.
En 2003, il produit et réalise L’adieu au charbon, documentaire de 52 min sur la fin des mines de Lorraine (Coproduction Sentinelle Productions/France 3 Lorraine Champagne Ardennes).
En 2009, il coécrit les commentaires du film Home de Yann-Arthus Bertrand.

## Décorations
- Officier de l'ordre des Arts et des Lettres (2010)[1]

## Filmographie

### Scénariste
- 1966 : …Jusqu'au soir ou La ligne des jours… (court-métrage)
- 1967 : Le Vent des Aurès
- 1969 : Les Hors-la-loi
- 1975 : Chronique des années de braise
- 2009 : Home

### Réalisateur
- 1966 : …Jusqu'au soir ou La ligne des jours… (court-métrage)
- 1969 : Les Hors-la-loi
- 1971 : Le Retour
- 1971 : Génération de guerre